# Jožef Tomšič
Jožef Tomšič (tudi Tomschiz), slovenski teolog in latinski pesnik, * krščen 5. februar 1699, Ljubljana, † 10. marec 1742, Gradec.

## Življenje in delo
Tomšič je obiskoval višje razrede klasične gimnazije in filozofijo v Ljubljani. 27. oktobra 1716 je vstopil v jezuitski red, študiral filozofijo in teologijo na univerzi v Gradcu in na Dunaju, kjer je doktoriral iz teologije. Poučeval je gramatiko in klasične jezike v jezuitskih kolegijih v Gradcu, Ljubljani in Celovcu nato 4 leta filozofijo in 5 let teologijo v Gradcu, tu je bil hkrati vojni kurat v bolnici. V latinskih verzih je napisal naslednje pesmi: Gesta primorum ducum Styriae …  (Gradec, 1730); Gesta ducum Styriae ab Alberto II. ad Ernestum Ferreum …  (Gradec, 1731). 